# (136120) 2003 LG7

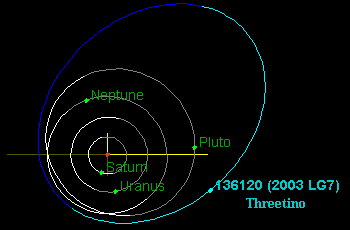
L'orbite du "threetino" 2003 LG_{7} comparée à celles de Pluton et de Neptune.

(136120) 2003 LG7 est un objet transneptunien en résonance 1:3 avec Neptune.

## Caractéristiques
(136120) 2003 LG7 mesure environ 130 km de diamètre.

## Orbite
L'orbite, de 2003 LG7 possède un demi-grand axe de 63,012 ua et une période orbitale d'environ 500 ans. Son périhélie l'amène à 32,445 ua du Soleil et son aphélie l'en éloigne de 93,579 ua, il possède une résonance 1:3 avec Neptune.

## Découverte
(136120) 2003 LG7 a été découvert le 1er juin 2003, mais n'a été observé depuis 2014.